# Hypogée villa Sperandio
L'hypogée villa Sperandio  est une tombe étrusque à hypogée, datant probablement du IIe siècle av. J.-C. Elle est située près de la ville de Pérouse en Ombrie.

## Description
L'hypogée villa Sperandio fait partie de la vaste zone archéologique de la ville de Pérouse. Elle se trouve près de la via Sperandio à l'extérieur des murs médiévaux, non loin du Corso Garibaldi et de la Piazza Grimana. Son nom est issu du nom de la propriété (Villa Sperandio) dans laquelle elle se situe. Découverte en 1900, elle est profonde d'environ 5 m.
Les matériaux trouvés en ce lieu, un sarcophage et un trousseau funéraire, sont exposés au Musée national d'archéologie de l'Ombrie.
|  |  |